# Martti Korhonen

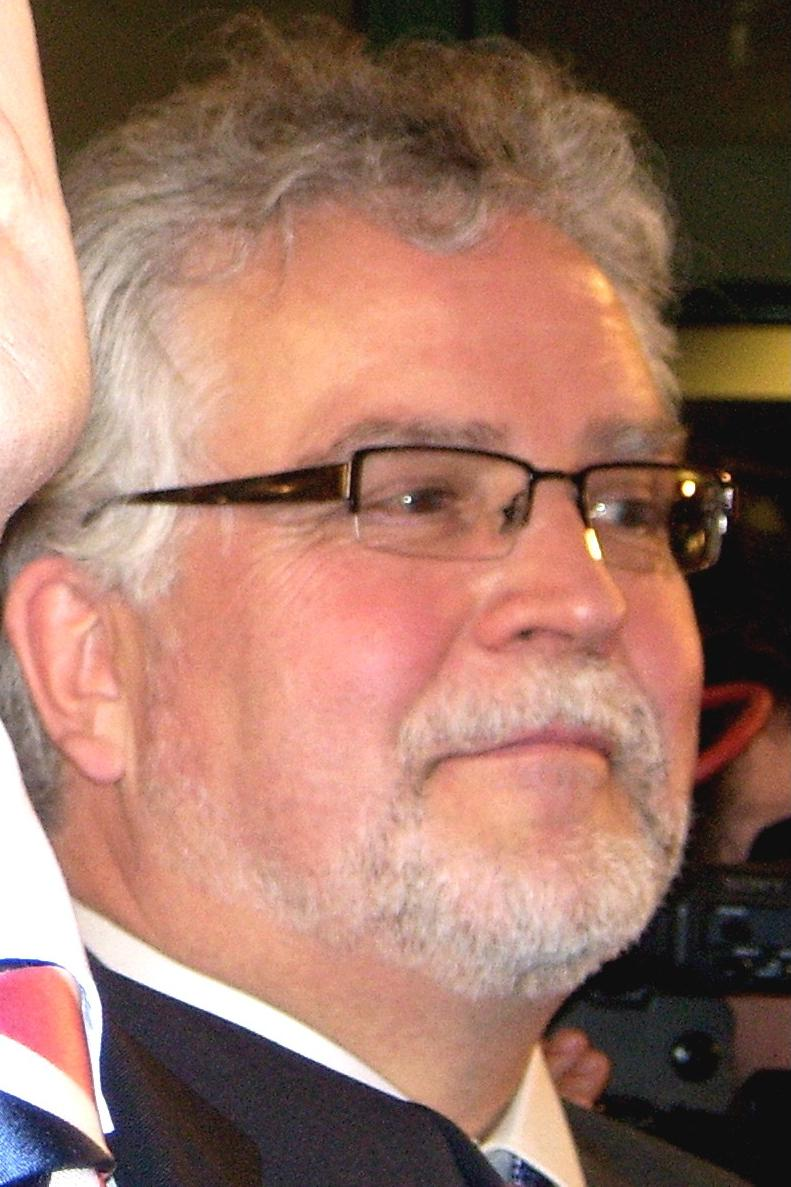
Martti Korhonen

Martti Allan Korhonen (* 27. Februar 1953 in Oulu) ist ein finnischer Politiker (Linksbündnis).
Der gelernte Automechaniker wurde 1984 für die Demokratische Union des Finnischen Volkes (SKDL) in den Stadtrat von Oulu gewählt. 1988 gehörte er zu den Wahlmännern der Liike 88, die die Kandidatur Kalevi Kivistös unterstützten. Korhonen wurde 1991 erstmals in den finnischen Reichstag gewählt. Die SKDL war mittlerweile im neugegründeten Linksbündnis aufgegangen. Von 1995 bis 1998 war er stellvertretender Parteivorsitzender des Linksbündnisses, danach trat er in der Wahl um den Parteivorsitz an, unterlag aber Suvi-Anne Siimes. Im Kabinett Lipponen II, das von 1999 bis 2003 amtierte, diente er als Minister für Regionale und Lokale Angelegenheiten. 2006 wurde er zum Parteivorsitzenden des Linksbündnisses gewählt, trat aber nach dem schlechten Abschneiden der Partei bei der Europawahl 2009 zurück. Sein Nachfolger wurde Paavo Arhinmäki.
Korhonen, der in seiner Freizeit gerne Rallye fährt und segelt und sich für Musik interessiert, war seit 1972 mit Riitta Korhonen (geborene Tuukkanen) verheiratet, die im Sommer 2005 allerdings an einer Krebserkrankung starb. Er ist Vater zweier Söhne und lebt seit seiner Kindheit im Ouluer Stadtteil Koskela.